# Wilfried Lorenz
Wilfried Lorenz (Rostock, 18 de janeiro de 1932) é um velejador alemão, medalhista olímpico. Ele competiu nos Jogos Olímpicos de Verão de 1964 na classe Dragon e conquistou a medalha de prata, ao lado de Peter Ahrendt e Ulrich Mense, como representantes da Equipe Alemã Unida.
Lorenz foi titular no SC Empor Rostock. Pela conquista da medalha de prata foi agraciado com a Ordem Patriótica do Mérito em bronze.